# Fuego en el alma
Fuego en el alma es una película puertorriqueña dirigida por Abdiel Colberg. Es una producción de Rey Pascual. Su estreno fue en 2005.

## Sinopsis
Tres historias de pasión, celos e infidelidad... 

Tres parejas que son consumidas por sentimientos repentinos e inesperados, los cuales les obligan a tomar decisiones que cambiarán sus vidas, influenciados por los eventos de 11 de septiembre de 2001 en Nueva York. 

La historia cobra vida en la isla tropical de Puerto Rico y muestra cuán fuertes son los lazos entre la isla y la gran ciudad de Nueva York. 

"Celos que te encienden": La primera historia encuentra a Millo, un jugador de baseball frustrado por las oportunidades perdidas, haciendo a su esposa el objeto de su ira. 

"Celos que matan ": La segunda historia, es la de un piloto que vive como esposo y padre en Puerto Rico, y a la vez sostiene una relación homosexual con un colega en Nueva York. 

"La pasión que redime": El tercer segmento muestra como Anhelo, una artista madura, conoce a un hombre más joven, se enamora con una intensidad que pone en peligro su carrera y su matrimonio.

## Localizaciones de rodaje
Las localizaciones de rodaje son: en Puerto Rico: Carolina, Isabela, San Juan  y en Nueva York.

## Elenco
- Julián Gil[2] - Millo
- Daniela Droz - Luisa, esposa de Millo
- Braulio Castillo (hijo)[3] - Raúl, lover y fotógrafo
- Luisa de Los Ríos
- Raúl Dávila - Jorge, esposo de Anhelo
- Rey Pascual
- Idalia Pérez Garay[4] - Anhelo
- Néstor Rodulfo - Gabriel
- Karla Monroig

## Nominaciones y premios
Selección oficial:
- Sedona International Film Festival
- Premios Inte
- Toronto Latino Film Festival
- San Juan Cinemafest

Presentaciones e invitaciones especials:
- Museo del Barrio en Nueva York: Homaje a Raúl Dávila
- Congreso Gay & Lesbien en Universidad Harvard